# Hormona peptídica

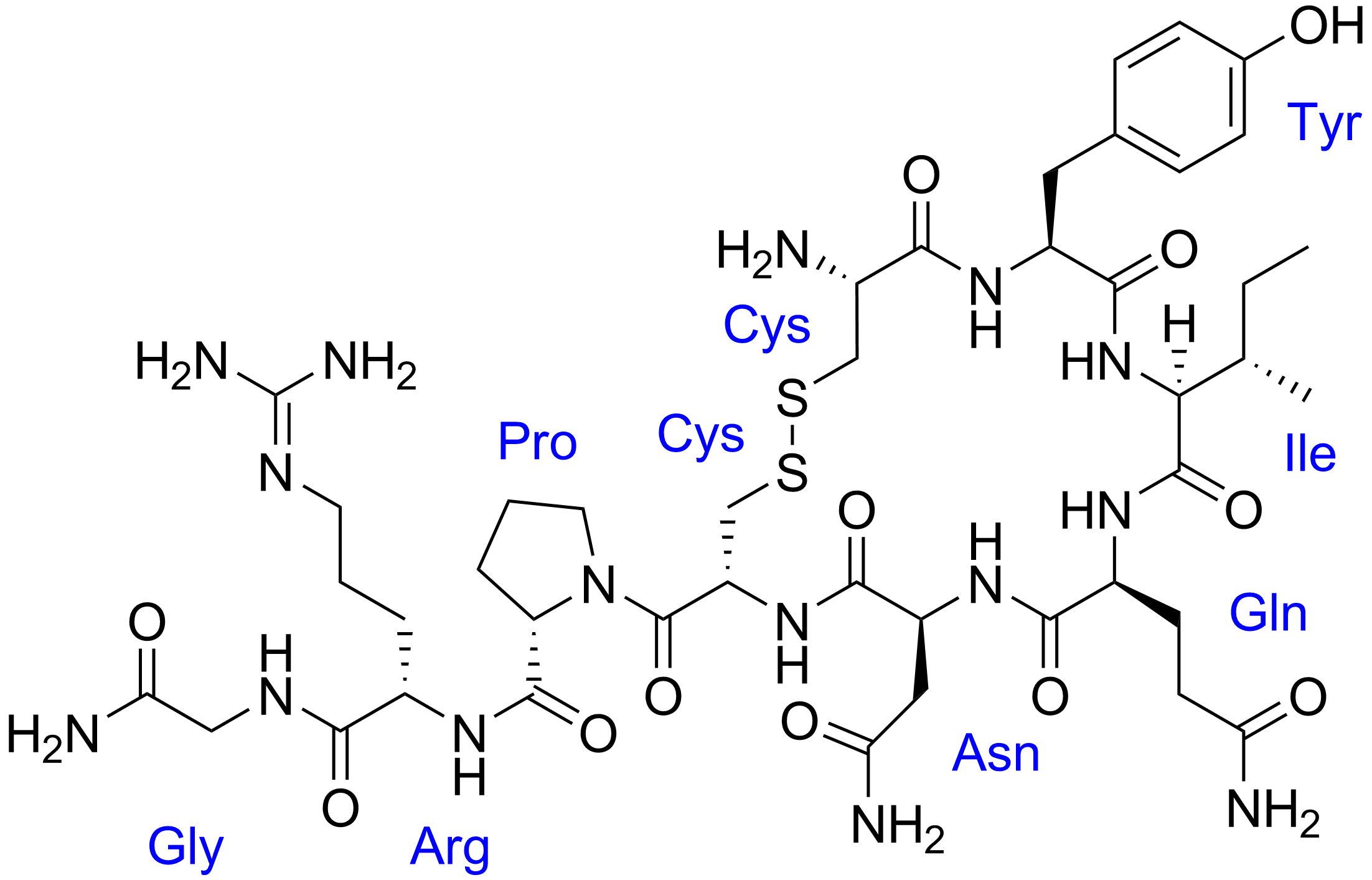
Estructura química de la vasotocina con aminoácidos marcados.

Las hormonas peptídicas son hormonas hidrosolubles que representan una clase de péptidos secretados dentro del torrente circulatorio y tienen una función endocrina en el animal vivo.  Están formadas por cadenas cortas de aminoácidos, a diferencia de las hormonas proteicas, formadas por cadenas más largas, y que también desempeñan una función endocrina.

## Clasificación
- Hormona antidiurética, también llamada vasopresina o ADH
- Oxitocina
- Hormona estimulante de melanocitos o MSH
- Hormona liberadora de tirotropina o TRH o TSHRH
- Hormona liberadora de gonadotropina o GnRH o LHRH

### Número de aminoácidos
| Número   | péptido o polipéptido         |
| -------- | ----------------------------- |
| 3 aa     | TRH                           |
| 5 aa     | Encefalinas                   |
| 9 aa     | Oxitocina                     |
| 9 aa     | ADH                           |
| 10 aa.   | GnRH                          |
| 11 aa    | Sustancia P P                 |
| 14 aa    | Somatostatina                 |
| 16-30 aa | Endorfinas                    |
| 36 aa    | Neuropéptido Y Y              |
| 37 aa    | GLP-1 o Enteroglucagon        |
| 39 aa    | ACTH                          |
| 41 aa    | CRH                           |
| 198 aa   | Prolactina (hormona proteica) |